# Милан Растовац
Милан Растовац (6. март 1979) српски је рагби тренер и бивши рагбиста.
Годинама је био један од носиоца игре рагби 15 репрезентације Србије, за коју је одиграо 45 утакмица и забио 11 есеја. Српски рагби критичари Растовца сматрају, за једног од најбољих српских рагбиста 21. столећа.

## Биографија и каријера
Милан Растовац је почео да тренира рагби као дечак у основној школи. Пре рагбија, бавио се ногометом и каратеом. Милан је поникао у млађим категоријама Жаркова.
У сениорима је играо у линији за Партизан и за Рад, за који је одиграо преко 120 утакмица.
За рагби 15 репрезентацију Југославије, дебитовао је у Панчеву 1997. Ушао је у другом полувремену. Трећи је на вечној листи, рагби 15 репрезентације Србије са 45 одиграних утакмица, а осми је на вечној листи стрелаца са 55 постигнутих поена.
Растовац је ожењен и има дете.

### Успеси
Као преискусни линијаш и тренер, Милан Растовац је са Партизаном, Радом и Србијом остварио следеће успехе.
Првак државе
1999, 2000, 2001, 2002, 2003, 2004, 2006, 2007, 2008, 2009, 2010, 2011, 2012, 2013, 2017, 2023.
Освајач националног Купа
2002, 2003, 2006, 2009, 2012, 2013, 2017, 2018, 2020, 2022, 2023.
Вицепрвак Регионалног рагби 15 првенства са Радом
2008, 2009, 2010, 2012.
Европско првенство у рагбију 7 у Летонији
2011. Златна медаља и прво место.